# Legbar
Legbar er en hønserace, som blev skabt i England i 1930’erne af professor Reginald Punnett. Racen blev skabt ved at krydse brune italienerhøns(eng. Leghorn) med Plymouth Rockhøns, men der er også brugt lidt araucana, hvilket udarter sig i racens hovedfjer og blå æg. Æggene er normalt blå, men af og til vil nogle give olivengrønne æg i stedet for. 
Danske og svenske kilder sår dog tvivl om hvorvidt legbaræg er blå eller ej. På Dansk Fjerkræ Forums hjemmeside står der, at racen lægger hvide æg.
Racen er en af de hønseracer, hvor man kan kende forskel på hanner og hunner allerede fra klækningen. Denne forskel ses ved, at hannerne har en bleg plet på deres hoved. Hunnerne har en mørkebrun eller sort stribe på deres hoved, som fortsætter ned af deres krop. 